# Eintracht-Stadion
L'Eintracht-Stadion è un impianto sportivo polivalente che si trova a Braunschweig, in Germania. Lo stadio ospita le partite casalinghe dell'Eintracht Braunschweig e del Braunschweig Lions. Attualmente ha una capienza di 25.000 spettatori. Le ristrutturazioni porteranno ad avere più di 30.000 spettatori.
Ha ospitato i Campionati tedeschi di atletica leggera nel 2000, 2004 e 2010 e i Campionati europei a squadre di atletica leggera nel 2014.

## Storia
Sino agli anni '20, l'Eintracht Braunschweig giocava le partite casalinghe allo Sportplatz an der Helmstedter Straße, che poteva contenere sino a 3.000 spettatori. La necessità di uno stadio più grande portò alla costruzione dell'Eintracht-Stadion, situato nella parte nord della città in Hamburger Straße. Il nuovo stadio fu inaugurato il 17 giugno 1923 con un'amichevole contro il Norimberga. Nel 1955, l'Eintracht-Stadion ha ospitato la finale di DFB-Pokal tra Karlsruhe e Schalke 04.
In origine, lo stadio poteva contenere 24.000 spettatori, ma l'introduzione della Bundesliga nel 1963 portà la capacità a 38.000.
Nel 1981, la società versava in cattive condizioni finanziarie e fu costretta a vendere lo stadio alla città di Braunschweig. Di conseguenza, il nome fu cambiato in Städtisches Stadion an der Hamburger Straße (Stadio Municipale di Hamburger Straße). Lo stadio fu ristrutturato nel 1995 con una riduzione a 25.000 spettatori. Nel 2008 un gruppo di compagnie locali ha comprato i diritti del nome dello stadio e ne ha ricambiato il nome nell'originale Eintracht-Stadion.
Nel 2013, lo stadio è in fase di ristrutturazione.

## Atletica leggera
L'Eintracht-Stadion, uno degli ultimi stadi con la pista d'atletica nel calcio professionistico tedesco, è usato anche per l'atletica leggera. Lo stadio ha ospitato i campionati tedeschi di atletica leggera nel 2000, 2004 e 2010 e nel 2014 è stato sede della quinta edizione dei Campionati europei a squadre di atletica leggera.

## Concerti
Sin dal 1998, l'Eintracht-Stadion è stato usato come arena per i concerti all'aperto. Il primo concerto fu tenuto da Eros Ramazzotti nel 1998.

## Galleria d'immagini

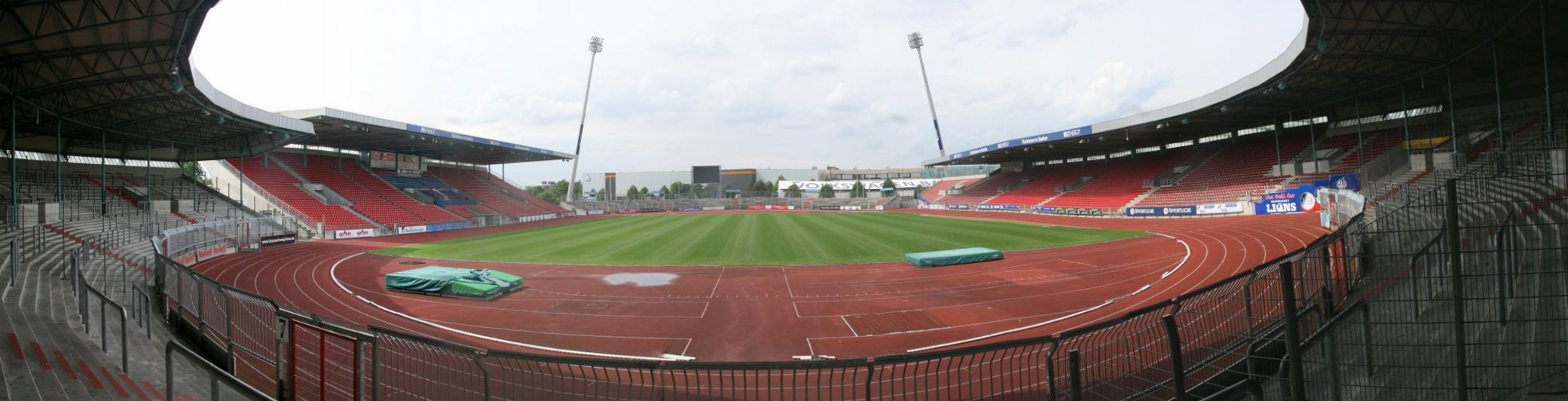
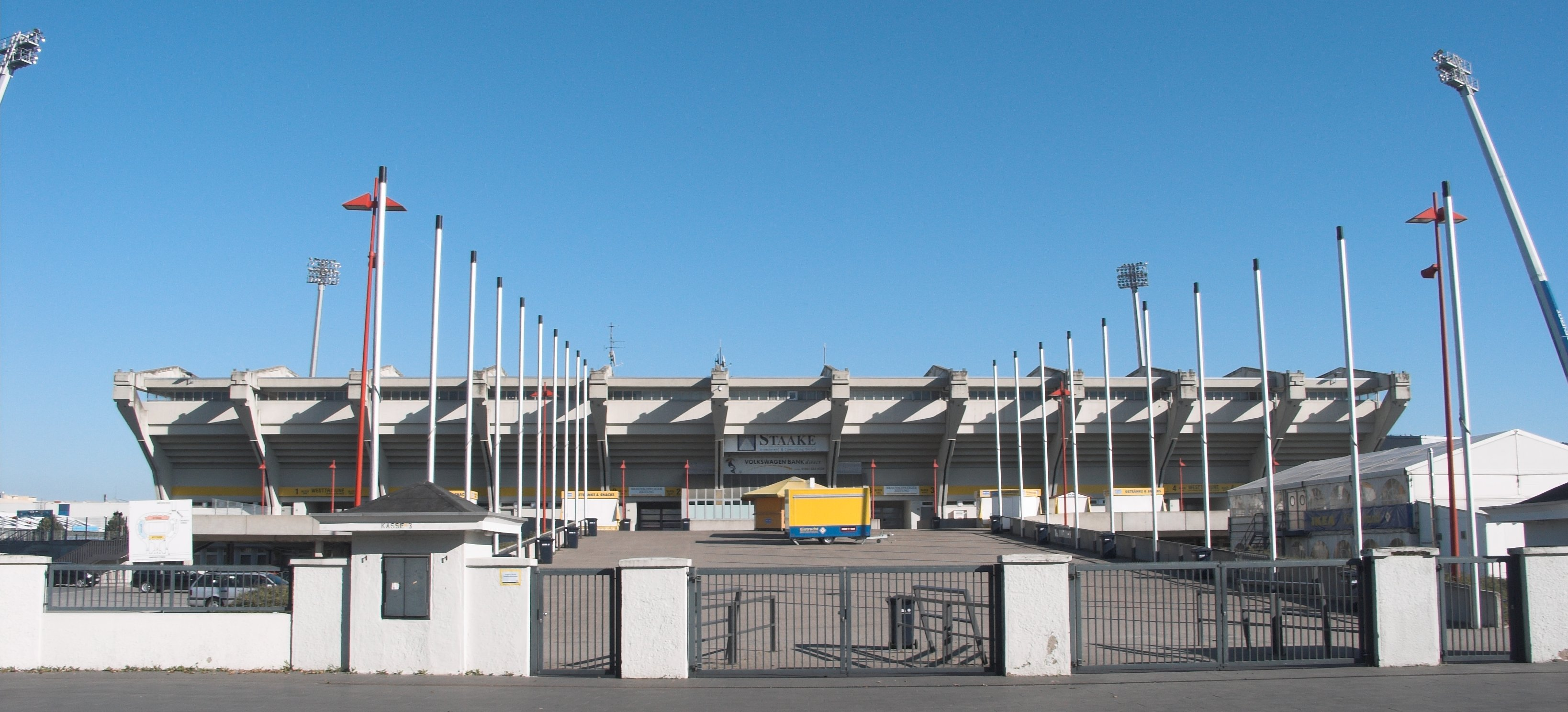
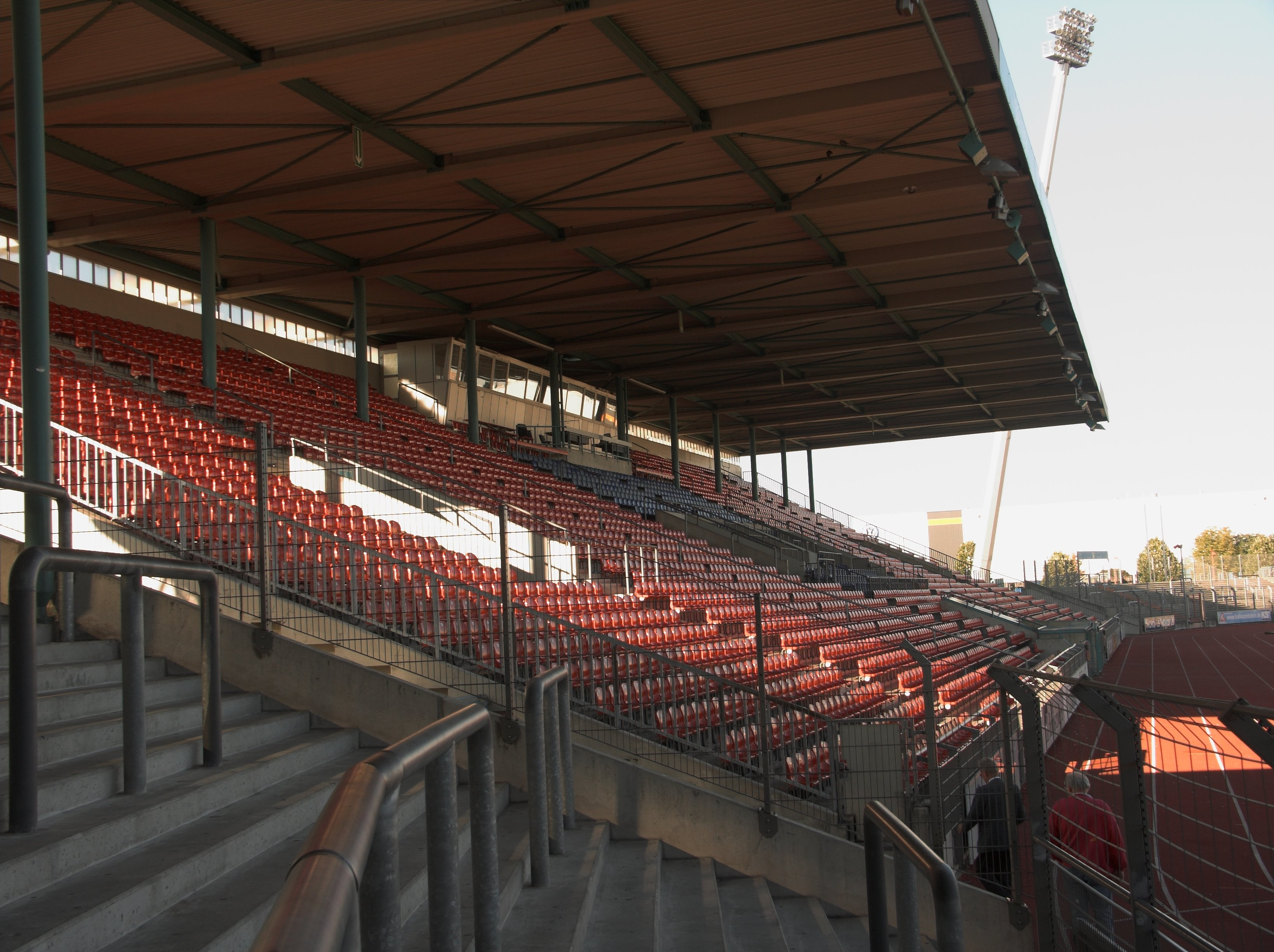
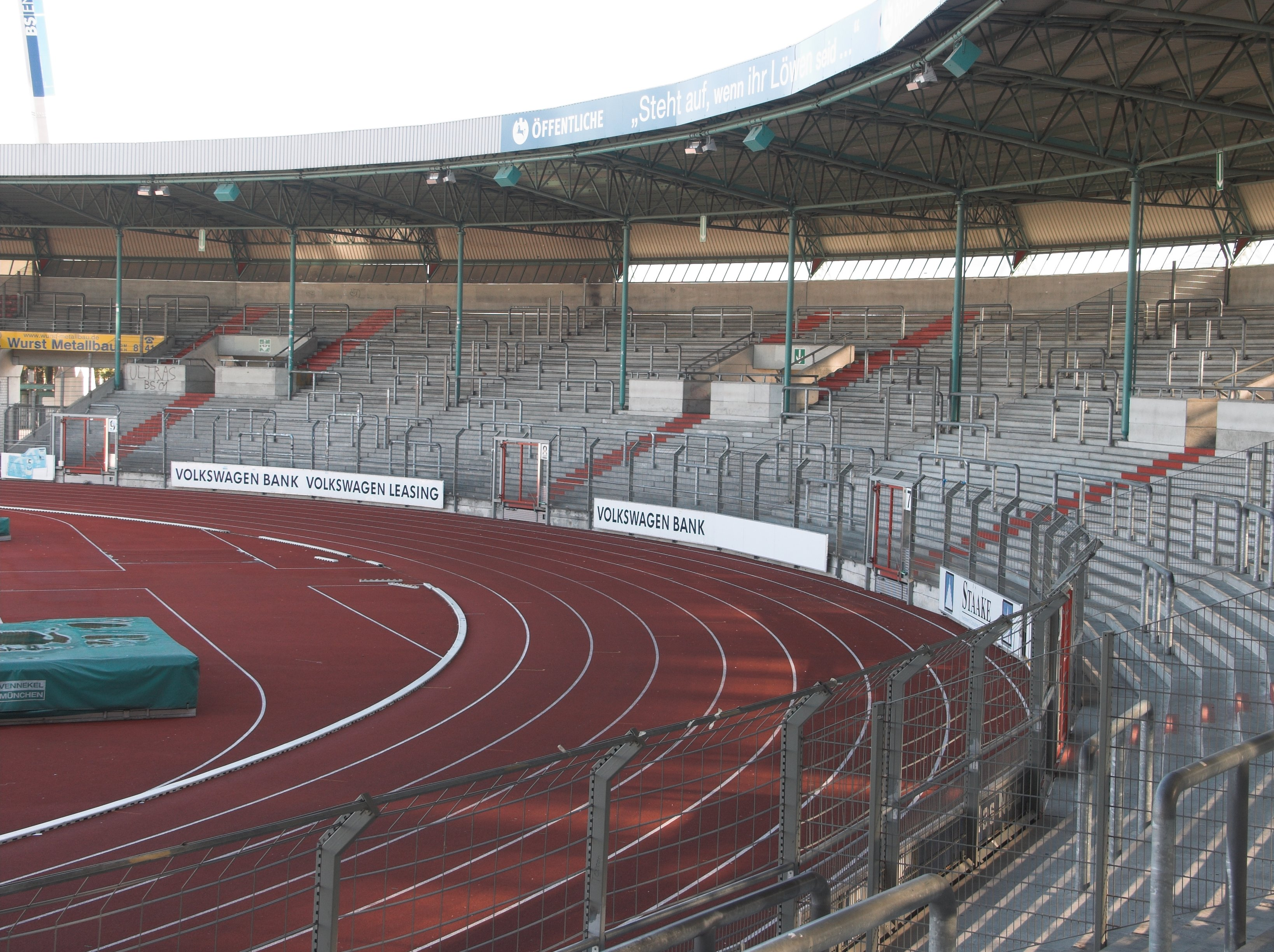
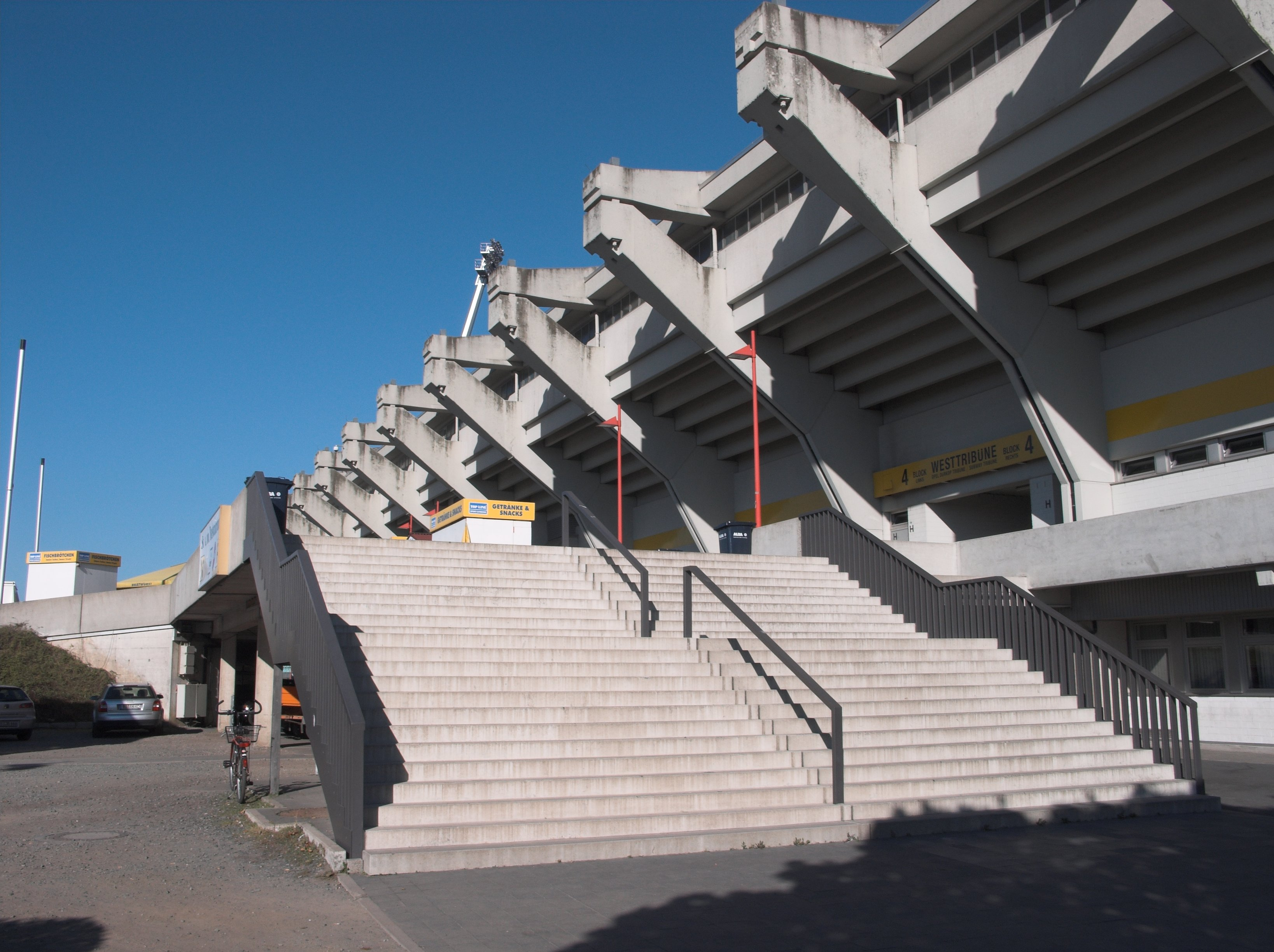